# 버그 (2006년 영화)
《버그》(영어: Bug)는 미국에서 제작된 윌리엄 프리드킨 감독의 2006년 심리 공포 영화이다. 트레이시 레츠가 1996년에 발표한 동명 희곡이 원작이다. 애슐리 저드 등이 출연하였고, 안드레아스 샤르트 등이 제작에 참여하였다. 대부분의 장면이 오클라호마주 모텔 방 안을 배경으로 진행된다. 2006년 5월 19일 제59회 칸 영화제에서 전 세계 최초로 상영된 이후 라이언스게이트에서 배급권을 인수했으며 이듬해인 2007년 5월 25일 미국에서 정식 개봉되었다.

## 출연진
- 애슐리 저드
- 마이클 섀넌
- 린 콜린스
- 브라이언 F. 오번
- 해리 코닉 주니어

## 기타 제작진
- 라인 제작: 존 카이퍼
- 공동 제작: 보니 티머먼
- 배역: 보니 티머먼
- 미술: 프랭코 카보니
- 의상: 페기 A. 슈니처

## 같이 보기
- 망상성 기생충 감염
- 편집증